# HMS Jaguar (F34)
Pour les articles homonymes, voir F34.
Le HMS Jaguar (F34) est un destroyer de la classe J de la Royal Navy.

## Histoire
Lors de sa mise en service le 12 septembre 1939, le Jaguar rejoint la 7e flottille de destroyers basée à Grimsby. Le 11 octobre, le navire s'échoue dans le Firth of Forth et est en réparation jusqu'en novembre. En mai 1940, durant l'évacuation de Dunkerque, le Jaguar et d'autres destroyers récupèrent les survivants du SS Abukir qui vient de couler.
En février 1941, il prend part à l'opération Abstention, se bat avec le destroyer italien Francesco Crispi puis se retire après avoir reçu un tir de 40 mm. En mars, il est présent à la bataille du cap Matapan. Le Jaguar est frappé par deux torpilles tirées par le sous-marin allemand U-652 et coule devant Sidi Barrani le 26 mars 1942 en perdant 3 officiers et 190 hommes d'équipage. 8 officiers et 45 survivants[pas clair] sont secourus par le baleinier HMS Klo.